# Taipo (rivière du Westland)
La rivière Taipo  (en anglais : Taipo River) est un cours d’eau du centre de la région de la West Coast de l’Île du Sud de la Nouvelle-Zélande.

## Géographie
Elle s’écoule vers le nord à partir de sa source dans l’ouest du mont Rolleston, alimentée par les eaux de plusieurs torrents de montagne. Après quelque 15 kilomètres, elle tourne au nord-est pour s’écouler au-delà de « Bald Range » avant d’atteindre la vallée du fleuve Taramakau dans laquelle elle se déverse à 35 kilomètres à l ‘est de la ville de Hokitika.